# Fins-Permische talen
De Fins-Permische talen zijn met afstand de grootste taalgroep van de Finoegrische talen.
De talen komen oorspronkelijk uit het noordwesten van Rusland. Ze behoren niet tot de Indo-Europese talen, anders dan bijna alle talen in Europa.
Een aantal van deze talen is uitgestorven of bijna uitgestorven, waaronder het Lijfs, Wotisch en verschillende vormen van Samisch.
Het Fins en Estisch zijn de officiële talen van, respectievelijk, Finland en Estland. Tsjeremissisch (Mari) en Wotjaaks (Oedmoerts) zijn officiële talen van, respectievelijk, de Russische deelrepubliek Mari El en de Russische deelrepubliek Oedmoertië. Officieel erkende minderheidstalen zijn Samisch (in Noorwegen, Zweden en Finland), Meänkieli (in Zweden), Kveens (in Noorwegen) en Wepsisch (in de Russische deelrepubliek Karelië).

## Onderverdeling
De taalgroep wordt verder onderverdeeld in:
- - de Oostzeefinse talen, te weten het
    - Fins, waaronder:
      - Meänkieli
      - Karelisch, waaronder:
        - Olonetsisch
        -  Ludisch

      -  Kveens

    - Estisch, waaronder:
      -  Võro (Zuidestisch)

    - Wepsisch
    - Wotisch
    - Lijfs
    -  Ingrisch

  - Samisch of Laps, eigenlijk meerdere talen
  - Wolgaïsche talen
    - Mordwiens
    - Mari (Tsjeremissisch)

  -  Permische talen
    - Zurjeens of Komi
    - Komi-Permjaaks
    - Komi-Jazva
    -  Oedmoerts of Wotjaaks